# سيكامور (أوزارك)
سيكامور هي منطقة فردية في شرق مقاطعة أوزارك في الأوزارك جنوب ميزوري. وهي تقع على الطريق 181 حوالي أربعة عشر ميلا إلى الشمال الشرقي من غينزفيل. فيها مطحنة رُشّحت إلى السجل الوطني للأماكن التاريخية هي مطحنة آيد هودجسون وذلك في عام 2001.

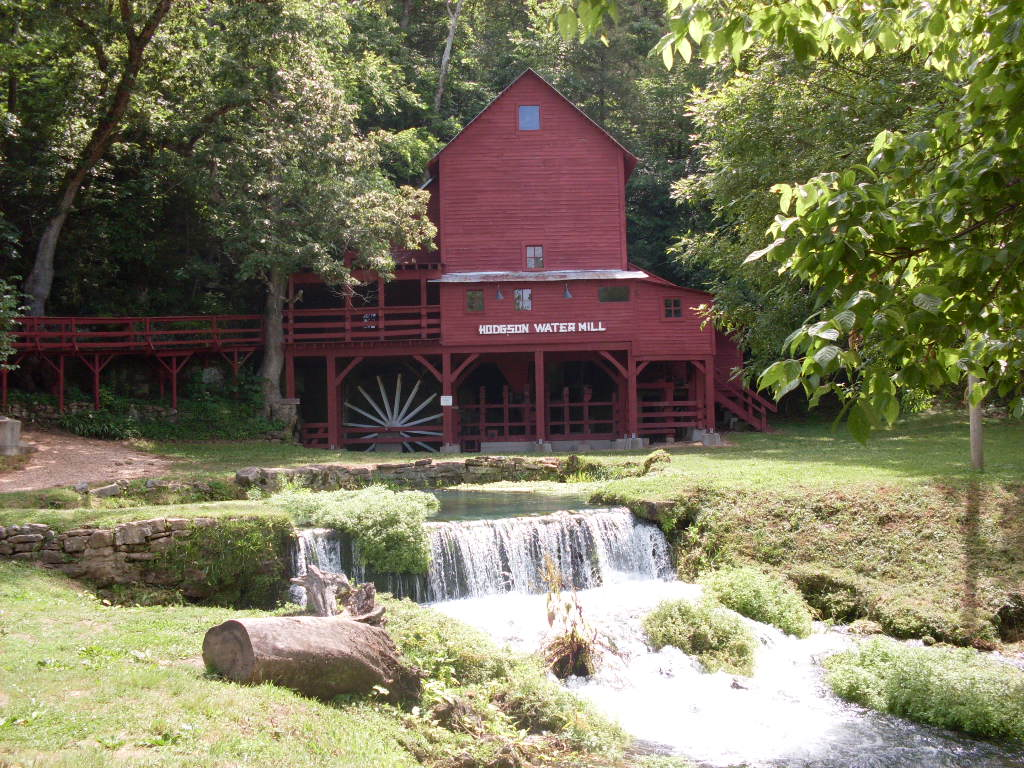
مطحنة هودجسون التاريخية شمال شرق سيكامور

تأسست سيكامور في عام 1891 وسُمّيت باسم بستان من أشجار الدلب الغربي بالقرب من موقع البلدة الأصلي. مكتب بريد سيكامور كان في الأصل موجودا في منطقة المطحنة (مطحنة هودجسون) في عام 1891، ثم نُقل في وقت لاحق إلى سيكامور وظل نشطا حتى عام 1973.